# The Skeptics' Guide to the Universe

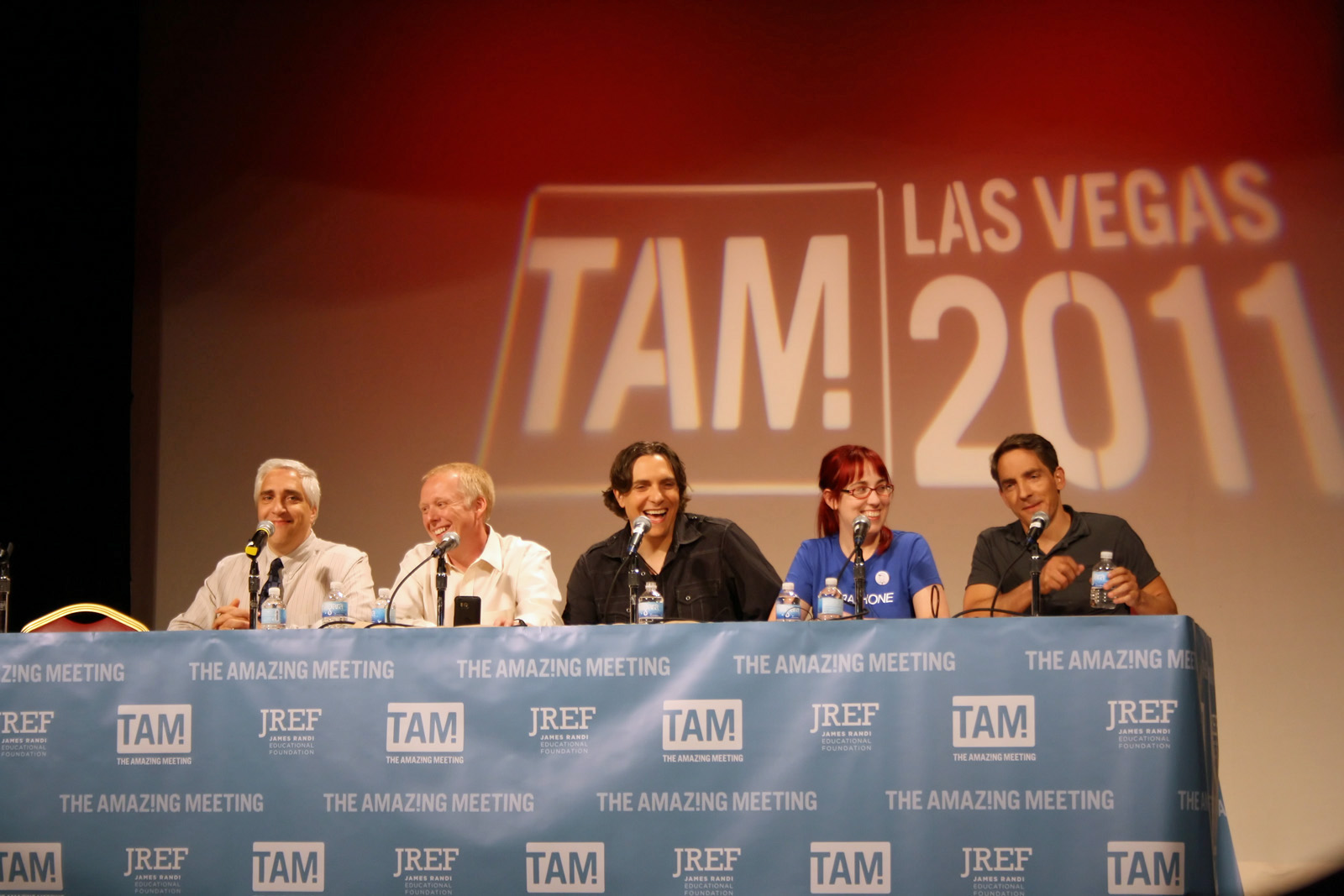
L'équipe du Skeptics' Guide à Las Vegas en 2011.

The Skeptics' Guide to the Universe est un podcast hebdomadaire de 80 minutes, créé en 2005, et organisé par le neurologue Steven Novella, avec un panel de « sceptiques rebelles » (« rogues skeptics »). C'est le podcast officiel de la New England Skeptical Society (en). Il présente des discussions sur les développements scientifiques récents en termes de profanes, et entretiens des auteurs, des personnes dans le domaine de la science et d'autres sceptiques célèbres. Il comprend également des discussions sur les mythes, les théories du complot  la pseudoscience, le paranormal, et nombreuses formes générales de superstition, du point de vue du scepticisme scientifique. Steven Novella, l'hôte du posdcast, a joué un rôle particulièrement actif dans le déboisement de la pseudoscience en médecine. Ses activités comprennent l'opposition aux revendications des activistes anti-vaccins, des praticiens de l'homéopathie et des individus qui refusent le lien entre le VIH et le sida,.
Le podcast a reçu plusieurs années de suite (2010 à 2014) le Podcast Awards (en) pour la catégorie "science et médecine". En 2019, il fait partie des 10 meilleurs podcasts scientifiques selon le Daily Dot, et c'est l'un des plus populaires, ayant atteint plus de 100 millions de téléchargements sur iTunes.
En 2018 a paru en anglais un livre du même nom : The Skeptics' Guide to the Universe: How to Know What's Really Real in a World Increasingly Full of Fake (en),. Il fait partie du classement bestseller du journal USA Today.